# T-34
T-34 oznaka je za sovjetski tenk iz Drugog svjetskog rata koji je mnogo puta bio naglašavan kao najbolji i najutjecajniji tenk iz tog razdoblja. Prvi primjerci izašli su iz tvornice HKBM koja je bila smještena u Ukrajini. Tenk T-34 tvorio je temelj sovjetskih oklopnih snaga kroz cijeli Drugi svjetski rat i poslije. Mnoge oružane snage koristile su T-34, i zbog svoje rasprostranjenosti bio je korišten u bojne svrhe sve do kasnih devedesetih godina 20. stoljeća.

## Povijest razvoja
U tridesetim godinama 20. stoljeća najbrojniji sovjetski tenkovi billi su T-26 i BT serija brzih tenkova. T-26 bio je spori pješački tenk koji je dizajniran da ide brzinom hoda, dok su tenkovi BT bili konjički tenkovi brzi lagani tenkovi koji su bili zamišljeni da se bore protiv drugih tenkova. Oba tenka imala su tanki oklop. Godine 1937., Crvena armija je odabrala inženjera Mihaila Koškina da predvodi tim koji će dizajnirati zamjenu za tenk BT, koji će se proizvoditi u Harkovskoj kominternoj tvornici lokomotiva (HKBM) u Harkovu. Prototip je dobio oznaku A-20, a specifikacije su bile oklop debljine 20 mm i s topom od 40 mm. Koškin je uspio uvjeriti Staljina da mu dopusti da izgradi drugi prototip, koji je imao veći top i deblji oklop koji bi zamijenio tenkove T-26 i BT. Drugi prototip koji je prvo dobio oznaku A-30, i ubrzo kasnije bio izmijenjen u T-32, imao je oklop od 30 mm i top od 76 mm. Od prijašnih tenkova A-20/T-32 nasljedili su inačicu opružnog ovjesa Christie. Oba prototipa (A-20 i T-32) bila su ispitivana na poljima kod Kublike 1939. U tim probama teži T-32 pokazao je istu mobilnost kao i A-20, no vojska nije bila željna platiti veće proizvodne troškove za T-32. No poučena lošim iskustvom u ratu s Finskom, gdje su se sovjetski tenkovi pokazali nedovoljnim i nedavnim njemačkim uspjehom s Blitzkriegom u Francuskoj, vojska je ipak odlučila krenuti s proizvodnjom tenka T-32 s oklopom od 45 mm, koji je dobio oznaku T-34.
S proizvodne linije u rujnu 1940. sišli su prvi tenkovi T-34, dok je proizvodnja tenkova T-26, T-28 i serije BT bila prekinuta. Nakon smrti Koškina krajem rujna 1940. od upale pluća, glavni dizajner HKBM-a postaje Aleksander Morozov. Prve inačice T-34 obično su poznate po njemačkoj nomenklaturi T-34/76 (76 označava kalibar topa). Kroz rat nastaje druga glavna inačica T-34/85 (ili T-34-85) s većom kupolom i topom od 85 mm.
Gradnja tenka T-34 je bila tehnološki veoma zahtjevna za sovjetsku industriju.  Tvornica HKBM je sastavljala tenkove, dok su podsklopovi bili nabavljani od nekoliko tvornica: Harkovska tvornica dieselskih motora br. 75 opskrbljivala ih je motorima V-2, tvornica Lenjingrad-Kirov br. 185 pravila je top L-11, dok je tvornica Dinamo iz Moskve proizvodila električne komponente. Prvi T-34 sastavljali su se u HKBM i u staljingradskoj tvornici traktora (STZ), a kasnije se proizvodnja proširila u tvornici Krasnoje Sormovo br. 112 u Gorkom. Proizvodnje prve serije 1940. nije protekla bez problema: greške u oklopu, nedovoljan broj novih motora V-2 tako da su mnogi prvi T-34 bili opremljeni slabijim motorima, prijenosom preostalih iz tenkova serije BT. Top L-11 nije radio kako je trebao, tako da je dizajnerski biro Grabin pri Tvornici br. 92 iz Gorkog konstruirao novi top F-34 76,2 mm koji je bio bolji i pouzdaniji. Tvornica HKBM i Gorki počeli su proizvodnju topa bez službene dozvole, no ta dozvola je došla nakon povoljnih izvještaja s probnih bojnih gađanja (Zaloga & Grandsen 1984:130).

## Inačice
|                | T-34 Model 1940 | T-34 Model 1941 | T-34 Model 1942 | T-34 Model 1943 | T-34-85         | T-44          |
| -------------- | --------------- | --------------- | --------------- | --------------- | --------------- | ------------- |
| Masa           | 26 t            | 26,5 t          | 28,5 t          | 30,9 t          | 32 t            | 31,9 t        |
| Top            | 76,2 mm L-11    | 76,2 mm F-34    | 76,2 mm F-34    | 76,2 mm F-34    | 85 mm ZiS-S-53  | 85mm ZiS-S-53 |
| Municija       | 76 granata      | 77 granata      | 77 granata      | 100 granata     | 60 granata      | 58 granata    |
| Gorivo         | 460 L           | 460 L           | 610 L           | 790 L           | 810 L           | 642 L         |
| Cestovni doseg | 300 km          | 400 km          | 400 km          | 465 km          | 360 km          | 300 km        |
| Oklop          | 15–45 mm        | 20–52 mm        | 20–65 mm        | 20–70 mm        | 20–90 mm        | 15–120 mm     |
| Cijena         |                 | 270.000 rubalja | 193.000 rubalja | 135.000 rubalja | 164.000 rubalja |               |

## Borbena povijest

### 2. svjetski rat
T-34 proizveden je kao tenk koji je trebao simbolizirati učinkovitost sovjetskih protunapada protiv Nijemaca. Jedna od najpoznatijih takvih borbi bila je između T-34 i njemačke 17. oklopne divizije kod rijeke Dnjepr. Tenk T-34 je u toj borbi uništio jedan protutenkovski top i raznio dva tenka Panzer II. Sovjetski tenk je nakon toga prošao 9 milja neprijateljskog prostora, prije nego što ga je uništila njemačka haubica s bliže udaljenosti. Općenito, pojava T-34 u ljeto 1941. uzrokovala je psihološki šok kod njemačkih vojnika koji su bili pripremljeni za rat protiv inferiorne sovjetske vojske. Dokaz tome je dnevnik Alfreda Jodla, u kojem je njegov autor zapisao da su njemačke trupe ostale zatečene vidjevši T-34 u Rigi.
Godina 1942. i 1943. sovjetska Crvena armija obnovila je flotu tenkova T-34 uništenih 1941. Ubrzana proizvodnja "zamrznula" je razvoj dizajna tenka. Sovjetski dizajneri bili su svjesni potrebe za ispravljanjem nedostataka u dizajnu; međutim, provedba mogućih poboljšanja nije realizirana jer bi vrijeme proizvodnje bilo mnogo duže. Godine 1943. Sovjetski Savez je proizvodio prosječno 1300 tenkova mjesečno, mnogo više nego Njemačka. Međutim, sovjetski gubici tenkova na terenu uvelike su premašivali njemačke gubitke zbog taktičke inferiornosti.
Početkom Drugog svjetskog rata, tenkovi T-34 predstavljali su 4 % tenkovskog arsenala SSSR-a, ali završetkom rata činili su čak 55 %. Sovjetska odluka o proizvodnji velike količine tenkova T-34, njihovo postupno poboljšanje i pojednostavljeni dizajn, pokazali su se kao superiorna strategija koja je dovela do pobjede u 2. svjetskom ratu.

### Razdoblje Hladnog rata
Sjevernokorejsku invaziju na Južnu Koreju u lipnju 1950. predvodila je brigada s oko 120 tenkova T-34-85. Kasnije su se napadu priključili klasični tenkovi T-34 nakon što je sjevernokorejska vojska prodrla u Južnu Koreju. Američka vojska koja je sudjelovala u ratu, koristila je bazuke u borbama protiv tenkova Sjeverne Koreje, ali korištene bazuke pokazale su se nekorisnim u napadima na T-34.
Završetkom Korejskog rata 1953., Sjeverna Koreja se povukla iz Južne Koreje, ostavljajući za sobom mnogo tenkova T-34 i teškog naoružanja. Sjevernokorejska vojska tako je izgubila 239 tenkova T-34 i 74 tenka razarača SU-76.
Tenkovi T-34 korišteni su i tijekom suzbijanja Istočnonjemačkog ustanka 17. lipnja 1953. i mađarskog ustanka 1956. Također, tenkovi su korišteni i u Vijetnamskom ratu.
Kubanski tenkovi T-34-85 sudjelovali su u vojnim akcijama u Africi, npr. u građanskom ratu u Angoli.
Ciparska narodna garda opremljena je s 35 tenkova T-34-85 koji su korišteni u državnom udaru u zemlji koji je provela grčka hunta protiv demokratski izabranog predsjednika Makariosa 15. srpnja 1974. Također, ti tenkovi koristili su se i protiv turskih snaga tijekom turske vojne invazije na otok u srpnju i kolovozu 1974., u operacijama u mjestima Kioneli i Kyrenia.

### Razdoblje nakon 1989.
Uporaba tenkova T-34 bila je i u vrijeme rata u Bosni i Hercegovini. U svibnju 1995. bosanski Srbi su tenkovima T-34 napali posadu UNPROFOR-a sastavljenu od 21. pukovnije britanskih Kraljevskih inženjeraca. U tom incidentu ozlijeđeni su pripadnici mirovnih snaga.
Tijekom rata na Kosovu, vojska tadašnje SRJ koristila je T-34 kao mamce za ratno zrakoplovstvo NATO-a.
T-34 korišten je i u Afganistanu, ali nije poznato je li se ovaj tenk koristio protiv koalicijskih snaga tijekom rata u Afganistanu.

## Korisnici
Završetkom 2. svjetskog rata, uz SSSR, još je 40 zemalja diljem Svijeta koristilo sovjetski tenk T-34 u svojim vojskama. U tu brojku dodane su mnoge zemlje članice Varšavskog pakta.
Kina je proizvodila licencne kopije T-34 pod oznakom Type 58, ali je proizvodnja ubrzo zaustavljena kada je model Type 59 postao dostupan. Mali broj sovjetskih tenkova T-34 preinačen je u vatrogasna vozila.
Finska je koristila tenkove T-34 koji su zarobljeni tokom sovjetskog napada na zemlju, dok su neki tenkovi kupljeni od Njemačke tijekom 2. svjetskog rata i poslije, sve do 1960. Tenkovi su poboljšani finskom ili zapadnom opremom, primjerice boljom optikom.
Raspadom SFRJ, Hrvatska je od Jugoslavije naslijedila 25 ili 30 tenkova, ali su danas povučeni iz službe.
Bivši irački predsjednik, Saddam Hussein naručio je T-34 tenkove početkom 1990-ih za potrebe iračke vojske.
Libanonska organizacija PLO dala je palestinskom Al-Murabitunu 12 tenkova T-34.
| Europa - Albanija* - Austrija - Bugarska* - Cipar - Čehoslovačka - Finska - Istočna Njemačka - Jugoslavija* - Kuba - Mađarska - Poljska - Rumunjska* - SSSR |  | Bliski istok i Azija - Afganistan* - Egipat* - Indonezija - Irak - NR Kina* - Laos - Libanon* - Libija* - Mongolija* - Palestina - Sirija* - Sjeverna Koreja* - Vijetnam* - Sjeverni Jemen* - Južni Jemen* |  | Afrika - Alžir* - Angola* - Ekvatorska Gvineja* - Etiopija* - Gvineja* - Gvineja Bisau* - Mali* - Mozambik* - Republika Kongo* - Somalija* - Sudan* - Togo* - Zimbabve* |

- Prema dostupnim informacijama, 27 zemalja korisnica tenka T-34 je najkasnije do 1996. povuklo ovaj tenk iz svojih vojnih snaga.[6]

## T-34 u popularnoj kulturi
Czterej pancerni i pies (hrv. Četiri tenkista i pas) bila je uspješna poljska televizijska serija na tematiku rata koja se prikazivala tijekom 1960-ih godina. Serija je snimljena na temelju istoimenog romana poljskog pisca Janusza Przymanowskog koji je bio volonter u Crvenoj armiji. Tenk T-34 bio je jedan od glavnih protagonista serije. Televizijska serija prikazana je i u drugim zemljama istočnog bloka gdje je dobro prihvaćena kod gledatelja, primjerice u Istočnoj Njemačkoj.
Upravo je taj tenk uvršten na 102. mjesto ikona poljske popularne kulture.
Za potrebe filma Spašavanje vojnika Ryana, dva tenka T-34 preinačena su da izgledaju kao tenkovi Tiger I, jer su njemački tenkovi bili rijetkost.

## Zanimljivosti
Spomenik tenku T-34-85 u istočnonjemačkom gradu Chemnitzu (bivši Karl-Marx-Stadt) bio je meta bombaškog napada 1980. Nanesena su manja oštećenja na vozilu dok su od detonacije popucali prozori susjednih zgrada. Bombaš Josef Kneifel osuđen je na doživotni zatvor u Bautzenu, ali je pušten 1987. nakon dogovora sa zapadnonjemačkom vladom. Nakon njemačkog ujedinjenja 1990., tenk je prebačen u muzej u Ingolstadtu.
Sličnu kontroverzu izazvao je i spomenik tenku T-34 u Pragu. Spomenik poznat kod lokalnog stanovništva i kao "sveti tenk" predstavljao je model T-34-85, prvi sovjetski tenk kojim je poručnik I.G. Gončarenko ušao u Prag u svibnju 1945. Za praško stanovništvo, tenk je bio podsjetnik na sovjetsku invaziju kojom je završilo Praško proljeće 1968.
Godine 1991. umjetnik David Černý oslikao je tenk ružičastom bojom, što je izazvalo službeni protest ruske Vlade koja je tražila uhićenje Černýja. U konačnici, tenk je prebačen u vojni muzej.
I u Londonu se nalazi tenk T-34 obojan u ružičastu boju, a nazvan je Mandela Way Tank. Riječ je o modelu T-34-85 koji je u privatnom vlasništvu. Tenk su oslikali lokalni umjetnici i grafiteri, a nalazi se u londonskoj četvrti Bermondsey.
Trajnost tenka T-34 dokazana je tijekom njegove restauracije. Godine 2000. tenk T-34 Model 1943 bio je restauriran, nakon što je izvađen s dna estonske močvare gdje je bio potopljen 56 godina. U 2. svjetskom ratu tenk su zarobile njemačke trupe koje su se povlačile, te su ga bacile u močvaru kada je tenku ponestalo goriva.
Prilikom njegova restauriranja, nisu primjećeni znakovi curenja ulja, korozije i ostalih oštećenja mehaničkih komponenti uzrokovanih dugim stajanjem u vodi. Motor je obnovljen te je u punom radnom stanju.
U američkom vojnom muzeju u Aberdeenu, u saveznoj državi Maryland nalazi se T-34 Model 1941, jedan od najstarijih preživjelih sovjetskih tenkova T-34.